# Ernst Hermann Himmler

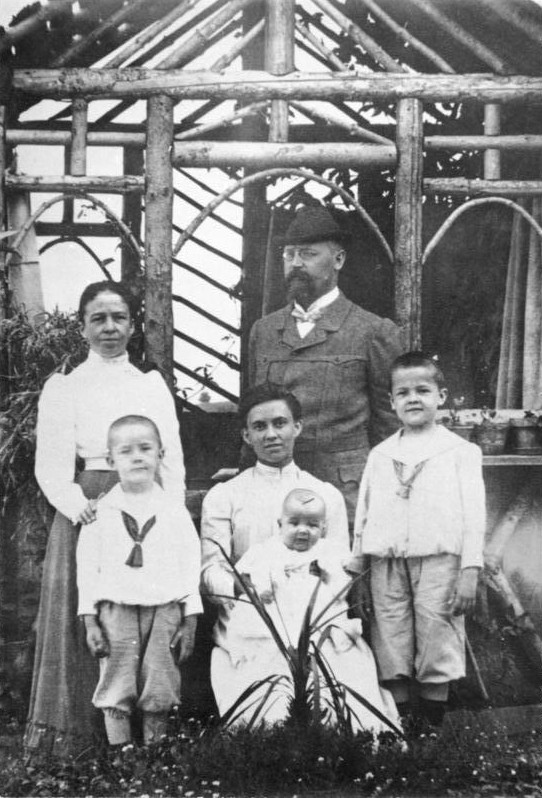
Gebhard y Anna Himmler (de pie) con sus tres hijos: Heinrich (izquierda), Ernst (centro) y Gebhard (derecha) en una fotografía de 1906

Ernst Hermann Himmler (Múnich, 23 de diciembre de 1905 - Berlín, 2 de mayo de 1945) fue un funcionario alemán nazi, ingeniero y hermano menor del Reichsführer-SS Heinrich Himmler.

## Biografía
Ernst Hermann Himmler nació el 23 de diciembre de 1905 en Múnich, el tercero y más joven hijo de un director (Oberstudiendirektor), Joseph Gebhard Himmler (nacido el 17 de mayo de 1865 en Lindau, murió el 29 de octubre de 1936 en Múnich) y Anna Maria Heyder (Bregenz, 16 de enero de 1866 - Múnich, 10 de septiembre de 1941). Sus hermanos fueron Heinrich Himmler (nacido el 7 de octubre de 1900 en Múnich, muerto el 23 de mayo de 1945 en Luneburgo) y Gebhard Ludwig Himmler (nacido el 29 de julio de 1898 en Múnich, murió en 1982 en Múnich).
Ernst Himmler completó su curso universitario en ingeniería eléctrica en 1928. Se unió al Partido Nazi el 1 de noviembre de 1931 (número de miembro 676.777). En 1933, se unió a las SS y, con la ayuda de Heinrich, consiguió un trabajo en la radio de Berlín. Rápidamente se convirtió en director de la organización de radiodifusión del Reich. En varias ocasiones, Ernst suministró a Heinrich información interna del mundo de la radiodifusión. Finalmente alcanzó el rango de SS-Sturmbannführer en 1939. Ernst Himmler murió con la Volkssturm durante la feroz lucha en Berlín a principios de mayo de 1945.
Ernst Himmler era el abuelo de la autora Katrin Himmler.